# Saki Hiwatari
Saki Hiwatari (japanisch 日渡 早紀 Hiwatari Saki; * 5. Juli 1961 in der Präfektur Kanagawa, Japan) ist eine japanische Manga-Zeichnerin. Ihre Werke richten sich an jugendliche Mädchen, lassen sich also dem Shōjo-Genre zuordnen.

## Leben
Ihren ersten Manga als professionelle Zeichnerin veröffentlichte Saki Hiwatari 1982 mit der Kurzgeschichte Mahōtsukai wa shitteiru im Manga-Magazin Hana to Yume, für das zur selben Zeit unter anderem Jun Mihara Hamidashikko zeichnete. Für dieses Magazin schuf sie in den folgenden Jahren einige weitere kurze Mangas. Zwischen 1983 und 1987 kreierte sie vier verschiedene Manga-Serien mit derselben Hauptfigur, Akuma-kun.
Der Durchbruch für die Zeichnerin kam allerdings erst mit Please Save My Earth, das von einer Sechzehnjährigen handelt, die sich mit Pflanzen und Tieren verständigen kann. Der über 3700 Seiten umfassende Manga erschien von 1987 bis 1994 im Hana to Yume und verkaufte sich in Japan 15,6 Millionen Mal. Zudem wurde er in Form einer sechsteiligen Original Video Animation verfilmt und in zahlreiche Sprachen übersetzt. Für Please Save My Earth war sie 1995 für den Seiun-Preis nominiert.
Nach diesem Erfolg veröffentlichte Hiwatari Mirai no Utena über einen Jugendlichen, der sich in einem seit Jahrhunderten andauernden Streit zweier Familien wiederfindet. Der Manga endete nach vier Jahren, in denen über 1800 Seiten im Hana-to-Yume-Magazin erschienen waren. Global Garden, das von 2002 bis 2005 in Japan veröffentlicht wurde, erzählt die Geschichte zweier Jungen, die von Albert Einstein die Aufgabe erhalten haben, Anfang des 21. Jahrhunderts ein Mädchen zu finden, das die Geschichte verändern soll. Das über 1000-seitige Mystery-Drama erschien unter anderem auch in Frankreich und Südkorea.
Seit 2005 arbeitet die Autorin für das Manga-Magazin Bessatsu Hana to Yume an Boku o Tsutsumu Tsuki no Hikari, von dem bisher (Stand: Oktober 2013) 13 Sammelbände erschienen sind.

## Werke (Auswahl)
- Mahōtsukai wa shitteiru (魔法使いは知っている), 1982
- Akuma-kun ni Onegai (アクマくんにお願い), 1983
- Hoshi wa, Subaru. (星は、すばる.), 1984
- Akuma-kun Boku wa Tenshi ni Naritai (アクマくんぼくは天使になりたい), 1984
- Akuma-kun Black Minion (アクマくんブラック・ミニオン), 1985
- Akuma-kun Magic Bitter (アクマくん魔法★BITTER), 1985–1987
- Please Save My Earth (ぼくの地球を守って Boku no Chikyū o Mamotte), 1987–1994
- Vivid Remembrance 記憶鮮明 Kioku Senmei (2004, Hakusensha)[1] omnibus edition compiling:
  - 記憶鮮明 Kioku Senmei (1991, Hakusensha)[2]
  - 偶然が残すもの 記憶鮮明2 Guuzen ga Nokosu Mono: Kioku Senmei 2 (2001, Hakusensha)[3]
- Mirai no Utena (未来のうてな), 1995–1999
- Cosmo na Bokura! (宇宙なボクら!), 2000–2001
- Global Garden, 2002–2005
- Boku o Tsutsumu Tsuki no Hikari (ボクを包む月の光), seit 2005